# Tichodroma
Tichodroma là chi duy nhất được biết đến thuộc họ Tichodromidae, bộ Sẻ. Ban đầu, Linnaeus đặt Tichodroma trong họ Certhiidae, cùng với các loài đuôi cứng, trong khi các chuyên gia khác đã đặt nó trong họ Sittidae (gồm các loài trèo cây), như phân họ riêng biệt. Một nghiên cứu phát sinh loài năm 2016 về các thành viên thuộc liên họ Certhioidea cho thấy chi này là nhóm chị em của họ Sittidae.
Chi Tichodroma bao gồm hai loài:
- Tichodroma muraria (toàn bích tước)
- †Tichodroma capeki: đã tuyệt chủng, sống trong khoảng từ thế Miocen muộn ở Polgardi, Hungary.[3]